# Conseil du district de Columbia
25e législature
John A. Wilson Building
Le Conseil du district de Columbia (en anglais : Council of the District of Columbia) est l'organe législatif du District de Columbia, capitale fédérale des États-Unis d'Amérique. Le district jouit de l'autonomie, comme le prévoit la Constitution, mais il ne s'agit pas d'un État et il est placé sous le contrôle direct du Congrès. Par conséquent, les résolutions du Conseil doivent être ratifiées par le Congrès.
La Home of the Rule Act du district de Columbia a été approuvé par le Congrès en 1973 en créant le statut d'un maire élu et celle du conseil composé de 13 membres élus tous les quatre ans.

## Composition

Chaque circonscription (ward) élit un membre et cinq membres dont le président sont élus au niveau du disctrict

| Nom              | Fonction                 | Parti       | Date de première élection | Date de dernière élection |
| ---------------- | ------------------------ | ----------- | ------------------------- | ------------------------- |
| Phil Mendelson   | Président Collège unique | Démocrate   | 2014                      | 2018                      |
| David Grosso     | Collège unique           | Indépendant | 2013                      | 2016                      |
| Elissa Silverman | Collège unique           | Indépendant | 2014                      | 2018                      |
| Anita Bonds      | Collège unique           | Démocrate   | 2012                      | 2018                      |
| Vincent Orange   | Collège unique           | Démocrate   | 2011                      | 2016                      |
| Brianne Nadeau   | Circonscription 1        | Démocrate   | 2014                      | 2018                      |
| Jack Evans       | Circonscription 2        | Démocrate   | 1991                      | 2016                      |
| Mary Cheh        | Circonscription 3        | Démocrate   | 2007                      | 2018                      |
| Brandon Todd     | Circonscription 4        | Démocrate   | 2015                      | 2016                      |
| Kenyan McDuffie  | Circonscription 5        | Démocrate   | 2012                      | 2018                      |
| Charles Allen    | Circonscription 6        | Démocrate   | 2014                      | 2018                      |
| Yvette Alexander | Circonscription 7        | Démocrate   | 2007                      | 2016                      |
| LaRuby May       | Circonscription 8        | Démocrate   | 2015                      | 2016                      |